# Kansas-Nebraska Act
De Kansas-Nebraska Act is een wet aangenomen door het Amerikaans Congres op 22 mei 1854 die voorzag in de organisatie van de territoria (gebieden die tot de Verenigde Staten behoorden zonder de constitutionele status van staat) Kansas en Nebraska. Tevens werd het zogenaamde Missouri-compromis van 1820 herroepen en kregen de inwoners van beide toekomstige staten de mogelijkheid om zelf te beslissen over de eventuele toelating van de slavernij, en dit in naam van het zelfbestuur door het volk of de volkssoevereiniteit. Op 30 mei ging de wet van kracht.
Opsteller van de wet was Stephen Douglas, senator voor de Democratische Partij uit de staat Illinois. Deze hoopte op een verzoening van Noord en Zuid, maar tegenstanders verwierpen de wet als een toegeving aan de zuidelijke slavenstaten. De Republikeinse Partij, opgericht door opponenten van de Kansas-Nebraska Act, verzette zich fel tegen de uitbreiding van de slavernij. De partij zou al snel de nationale politiek gaan domineren. De hele controverse hernieuwde de politieke belangstelling van Abraham Lincoln, die in 1860 zou worden verkozen tot de eerste Republikeinse president.